# Watford City
Watford City è un centro abitato (city) degli Stati Uniti d'America, capoluogo della Contea di McKenzie, nello Stato del Dakota del Nord. Nel censimento del 2000 la popolazione era di 1.435 abitanti. La città è stata fondata nel 1914.

## Geografia fisica
Secondo i rilevamenti dell'United States Census Bureau, la località di Watford City si estende su una superficie di 3,90 km², tutti occupati da terre.

## Popolazione
Secondo il censimento del 2000, a Watford City vivevano 1.435 persone, ed erano presenti 378 gruppi familiari. La densità di popolazione era di 372 ab./km². Nel territorio comunale si trovavano 790 unità edificate. Per quanto riguarda la composizione etnica degli abitanti, il 94,91% era bianco, lo 0,21% era afroamericano, il 3,83% era nativo, lo 0,07% proveniva dall'Asia e lo 0,98% apparteneva a due o più razze. La popolazione di ogni razza ispanica corrispondeva all'1,11% degli abitanti.
Per quanto riguarda la suddivisione della popolazione in fasce d'età, il 24,8% era al di sotto dei 18, il 5,7% fra i 18 e i 24, il 20,4% fra i 25 e i 44, il 24,8% fra i 45 e i 64, mentre infine il 24,3% era al di sopra dei 65 anni di età. L'età media della popolazione era di 44 anni. Per ogni 100 donne residenti vivevano 88,8 maschi.